# Neoproterozoikum
Neoproterozoikum je poslední, nejmladší éra proterozoika. Časový interval trvání neoproterozoika je 1 000 – 542 mil. roků. Předcházelo mu mezoproterozoikum a po něm následovalo fanerozoikum (kambrium).

## Rozdělení
Neoproterozoikum se rozděluje na tři periody:
- ediakara
- kryogén
  - varanger
  - sturt
- tonium

Jednotlivé oblasti používaly různá označení konce (nebo celého) neoproterozoika: Čína sinium, ruští geologové vendium, v Austrálii a Severní Americe ediakarium, další názvy byly varangium, protokambrium, eokambrium nebo prekambrium . V roce 2004 bylo přijato jako oficiální název nejmladší periody neoproterozoika označení ediakarium.

## Vývoj
Začátek neoproterozoika provází rozpad superkotinentu Rodinie, s jehož rozpadem je pravděpodobně spojené i zalednění celé Země. Přibližně před 600 mil. roky se utvořil nový superkontinent Pannotie.